# Symmachus de Ebioniet
Symmachus de Ebioniet (Grieks: Ἐβιωνίτης Σύμμαχος), ook wel bekend als Symmachus leefde rond het einde van de 2de eeuw en was de auteur van een Oudgriekse vertaling van het Oude Testament. Deze versie werd door Origenes vermeld en opgenomen in zijn Hexapla en Tetrapla. In deze boeken worden de verschillende versies van het Oude Testament in kolommen met elkaar en de Septuagint vergeleken.
De Ebionieten waren in de tijd van Symmachus een sekte van praktiserende Joden die in delen van Palestina, Syrië en Cappadocië leefde. De Ebionieten accepteerden Jezus na zijn geboorte als een messias. Ze verwierpen zijn goddelijkheid, de maagdelijke geboorte en andere christelijke dogma's die onder invloed van de theologie van Paulus van Tarsus ontstonden. De Ebionieten werden daarom veroordeeld als ketters.